# Бартошувка (Нижньосілезьке воєводство)
Бартошувка (пол. Bartoszówka, нім. Scholzendorf) — село в Польщі, у гміні Лешна Любанського повіту Нижньосілезького воєводства.
Населення — 63 особи (2011).
У 1975-1998 роках село належало до Єленьоґурського воєводства.

## Демографія
Демографічна структура станом на 31 березня 2011 року:
|          | Загалом | Допрацездатний вік | Працездатний вік | Постпрацездатний вік |
| -------- | ------- | ------------------ | ---------------- | -------------------- |
| Чоловіки | 28      | 5                  | 22               | 1                    |
| Жінки    | 35      | 7                  | 24               | 4                    |
| Разом    | 63      | 12                 | 46               | 5                    |